# 1994 RK11
1994 PK11 är en asteroid i huvudbältet som upptäcktes den 11 september 1994 av den japanska astronomen Satoru Otomo i Kiyosato.
Asteroiden har en diameter på ungefär 4 kilometer och den tillhör asteroidgruppen Nysa.